# Economia Uniunii Sovietice
- Acest articol face parte din seria dedicată Uniunii Sovietice, un stat federal azi dispărut (1917 - 1991).

Economia Uniunii Sovietice a fost bazată pe sistemul planificării administrative și pe proprietatea de stat. Uniunea Sovietică a dezvoltat prima economie planificată centralizată. Dintr-o țară subdezvoltată în primii ani ai revoluției bolșevice, Uniunea Sovietică  a ajuns să fie una dintre cele mai puternic dezvoltate state după Statele Unite ale Americii. Din 1928 până 1991, întreg cursul economiei a fost ghidat de o serie de 13 planuri cincinale. Țara a ajuns una dintre primele trei mari producătoare la o serie de produse ale industriei grele și de bază, dar a rămas mult în urma altor state în ceea ce privește producția de bunuri de larg consum. De la dizolvarea Uniunii Sovietice din 1991, numai câteva dintre cele 15 foste republici sovietice și-au schimbat din rădăcini economiile de tip sovietic. (Vezi și Tranziția de la economia planificată la economia de piață în fosta URSS).

## Planificare
Fiind bazată pe sistemul proprietății de stat, economia sovietică a fost condusă prin intermediul  Gosplan (Comitetul de stat al planificării), Gosbank (Banca de stat) și Gossnab (Comisia de stat pentru aprovizionarea tehnico-materială). Începând din 1928, economia s-a dezvoltat conform unei serii de  planuri cincinale, cu o scurtă încercare de planificare septenală. Pentru toate întreprinderile, ministerele planificatoare, cunooscute ca fiind "deținătoarele de fonduri", hotărau structura intrărilor (munca vie, materiile prime), programarea termenelor, prețurile la marfa vrac și aproape toate prețurile cu amânuntul.
Accentul dezvoltării economiei s-a pus după 1928 pe producția de mijloace de producție, metalurgie, industria constructoare de mașini și industria chimică.
În terminologia sovietică, mijloacele de producție erau cunoscute și ca grupul A de mărfuri. Acest accent era bazat pe necesitatea evidentă pentru industrializărea la scară largă și modernizarea Uniunii Sovietice. După moartea lui Stalin din 1953, bunurile de larg consum - grupul B de mărfuri – a început să fie din ce în ce mai important în ochii planificatorilor. 
Pentru mai multe detalii, vezi și Bunurile de larg consum în Uniunea Sovietică.

### Schițarea planurilor cincinale
Sub conducerea lui Stalin, s-a dezvoltat un sistem complex de planificare încă de la primul cincinal din 1928. Până la sfârșitul deceniul al nouălea al secolului trecut și începutul ultimului deceniu al secolului al XX-lea, când reformele economice inițiate de liderul sovietic Mihail Gorbaciov au introdus schimbări semnificative în sistemul economic rigid socialist, (vezi Perestroika), alocarea de resurse era condusă mai degrabă de aparatul de planificare decât de forțele pieței. 
Începând cu epoca lui Stalin și până în momentul dizolvării URSS, planurile cincinale integrau planurile pe termen scurt în planuri ample pe termen lung. Planul cincinal schița direcțiile importante ale dezvoltării țării și preciza care erau căile folosite pentru atingerea țelurilor propuse de către Partidul Comunist al Uniunii Sovietice. Deși planurile cincinale erau adoptate prin lege, ele conțineau mai degrabă o serie de linii călăuzitoare decât un set de ordine și direcții precise. 
Perioadele de timp acoperite de planurile cincinale coincideau cu cele dintre două congrese ale partidului comunist. La fiecare congres al partidului, conducătorii comuniști prezentau obiectivele noului plan cincinal. De aceea, planul cincinal avea aprobarea celui mai important organ al instituției politice conducătoare a țării. 

#### Linii directoare pentru planul cincinal
Comitetul Central al Partidului Comunist al Uniunii Sovietice și, mult mai exact, Politburo, stabilea liniile directoare ale planului cincinal. Politburo determina direcția generală în care avea să se îndrepte economia, stabilindu-se cifrele de control, (obiective preliminare de plan), proiectele mari de investiții, (crearea de capacități de producție) și politicile economice generale. Aceste linii directoare erau prezentate ca un raport al Comitetului Central supus aprobării Congresului Partidului Comunist. 
După aprobarea la congres, lista de priorități ale planului cincinal erau procesate de Consiliul Ministerial – parte a guvernului URSS-ului. Consiliul Ministerial era format din reprezentanții diverselor ministere industriale, președinții diverselor comisii guvernamentale și din președinții agenții cu statut de minister. Acest comitet era vârful unei piramide administrative uriașe, care includeau aparatul de planificare de stat, ministerele industriale, trusturile – nivelul intermediar între minister și întreprindere – și, în cele din urmă, întreprinderile de stat. Consiliul Ministerial elabora un plan bazat pe obiectivele Politburo, care era trimis în cele din urmă Gosplan, care aduna datele despre îndeplinirea planului. 

#### Gosplan
Pentru mai multe detalii, vedeți Gosplan.
Combinând obiectivele generale stabilite de Consiliul Ministerial cu datele furnizate de organele administrației locale cu privire la starea economică a țării,  Gosplan elabora în detaliu, prin încercări succesive și eliminarea erorilor, un set de obiective preliminare. Printre cele peste comitete de stat, Gosplan conducea aparatul de stat pentru planificare și era fără nici o discuție cea mai importantă agenție guvernamentală în administrația economică. Sarcina planificatorilor era aceea de a echilibra resursele și cererile și să facă în așa fel încât să se asigure elementele necesare pentru realizarea producției proiectată. Aparatul de planificare în sine era o organizație foarte vastă, formată din consilii, comisii, oficiali guvernamentali, specialiști, etc, însărcinați cu executarea sau monitorizarea politicii economice.
Agențiile planificării de stat erau la rândul lor divizate în propriile lor departamente industriale, așa cum erau cele pentru cărbune, fier și construcția de mașini. Avea de asemenea departamente nespecifice activității lor, așa cum era cel de finanțe, care trebuiau să se ocupe cu problemele din zonele de comune competență. Cu excepția unui scurt experiment din timpul lui Nikita Hrușciov în domeniul planificării regionale, planificarea sovietică era făcută pe baze sectoriale și nu pe criterii regionale sau republicane. Departamentele agenției de stat pentru planificare ajuta la dezvoltarea unui întreg set de obiective naționale corelate cu resursele necesare, un proces care impunea existanța unui proces de negociere între ministere și planificatori.

#### Ministere implicate în planificare
Ministerele economice aveau roluri de căpătâi în structura organizațională sovietică. Când obiectivele de plan erau stabilite de Gosplan, ministerele economice stabileau planuri în sectoarele pentru care erau răspunzătoare și atribuiau sarcinile specifice de plan entităților din subordine. 
Datele de plan erau trimise la unitățile subordonate prin ierarhia de planificare pentru elaborare detaliată. Ministerele primeau obiectivele de control, care erau mai apoi detaliate pe ramurile ministerului, apoi prin unitățile mai mici, până când fiecare unitate economică de bază își primea propriile sarcini de plan.

#### Întreprinderi
Întreprinderile erau cele care aveau sarcina să dezvolte cele mai detaliate planuri de producție, care acopereau toate aspectele producției, așa puteau să facă o apreciere competentă asupra sarcinilor trasate, ele finnd cele care deschideau cele mai intense negocieri pe timpul procesului de planificare. După ce întreprinderile își strabileau planurile detaliate de producție, fluxul de informații era inversat: conducătorii întreprinderilor și chiar și muncitorii fruntași participau la munca de planificare la acest nivel. În conformitate cu statisticile sovietice, aproape 110 milioane de oameni luau parte la discuțiile din această fază finală a procesului de planificare la sfârșitul deceniului al nouălea al secolului trecut și în primii ani ai ai ultimului deceniu al secolului al XX-lea. Totuși, această participare era mai degrabă doar o mașină de vot pentru aprobarea formală a sarcinilor de  plan în cadrul unor ședințe atent pregătite politic și propagandistic.
Schițele de plan ale întreprinderilor erau trimise mai apoi către ministere pentru a fi revăzute și completate. Procesul de negociere minister-întreprindere era în continuare în plină desfășurare în această fază, pentru găsirea celor mai bune cifre de plan și de aprovizionare/resurse, cifre care să corespundă cel mai bine celor două părți. 

#### Reschițarea planurilor
După acest nou proces de negociere, Gosplan primea estimările revizuite și recentralizate și le compara cu cifrele inițiale. Noul proiect de plan era trimis Consiliului Ministerial, Politburo și la Secretariatul Comitetului Central în vederea aprobării. Comitetul Central prezenta proiectul de plan spre aprobare Congresului partidului, unde era adoptat fără alte discuții. Din acest moment, planul cincinal avea putere de lege și obiectivele stabilite deveneau obligatorii. 

#### Aprobarea planului
Trecerea în revistă, revizuirea și aprobarea planului cincinal erau urmate de o altă defalcare a obiectivelor către nivelurile inferioare, de această dată cifrele fiind cele finale pentru fiecare sector și mai departe, pentru fiecare întreprindere economică. Punerea în practică a obiectivelor începea din acest moment, conducătorii de întreprindere fiind primii responsabili de realizarea planului.

## Dezvoltare economică
Începând din 1928, planurile cincinale au început prin a pune accentul pe construirea unei baze pentru industria grea într-o economie subdezvoltată, fără să aștepte acumularea de capital datorată dezvoltării industriei ușoare și fără a avea șansa unei finanțări din exterior. Țara s-a transformat într-o putere industrializată într-un ritm nemaiîntâlnit, depășind ritmurile de dezvoltare industrială ale Germaniei de la sfârșitul secolului al XIX-lea și ale Japoniei de la începutul secolului al XX-lea. După ce reconstrucția economică după distrugerile provocate de războiul civil rus a fost încheiată și după ce primele planuri pentru industrializare accelerată au fost îndeplinite, dezvoltarea explosivă a fost încetinită, dar era în continuare superioară multor altor țări până la mijlocul deceniului al optulea, când a intervenit prioada de stagnare breșnevistă. 
Industrializarea a fost însoțită de dezvoltarea serviciilor medicale, ceea ce a dus la creșterea productivității muncii. S-au dus campanii la nivel național împotriva tifosului, holerei și malariei. Numărul de medici a crescut atât de repede cât au permis dezvoltarea capacităților de pregătire, iar rata mortalitații  și a mortalității infantile a scăzut încontinuu. 
Planificarea economică s-a dovedit o acțiune de succes în primel faze ale industrializării, în perioada de mobilizare pentru câștigarea celui de-al doilea război mondial și în primele două decenii ale epocii postbelice. Economia sovietică a devenit a doua ca putere ca dezvoltare după cea a Statelor Unite ale Americii. Uniunea Sovietică a devenit primul producător mondial de petrol, cărbune, fontă, ciment și oțel. Uniunea Sovietică ocupa un loc fruntaș în lume și în producția de magneziu, aur, gaze naturale și de alte minerale. 
Creșterea economică s-a încetinit după 1960, dar acest lucru a fost considerată o caracteristică a unei economii industrializate și matură din acele timpuri. Până în cele din urmă, ministerele participante la acțiunea de planificare au pierdut controlul asupra întreprinderilor, nemaireușind să le antreneze în creșterea producției, ceea ce a dus la o stagnare prelungită în deceniul al optulea și al nouălea, care era dovada unei probleme cronice de sistem. 
Economia planificată sovietică s-a dovedit a fi nepotrivită cu ritmul de dezvoltare tot mai rapid, specific economiilor celorlalte țări puternic industrializate și a economiei mondiale. Odată cu dezvoltarea economică, volumul de decizii căruia trebuia să-i facă față planificatorii de la Moscova devenea copleșitor. Procedurile greoaie caracteristice birocrației administrative nu permiteau libera comunicare și răspunsul rapid și flexibil cerut la nivelul întreprinderii pentru a face față problemelor alienării muncitorilor, inovației tehnice, aprovizionării și desfacerii în condiții de profitabilitate. 
Scăderea constantă a prețurilor practicată de agențiile de planificare a dus la un efect secundar neașteptat. Când prețurile au scăzut sub limita de echilibru, oamenii au început să cumpere toate stocurile disponibile. Consumul real de alimente era ridicat, dar din punct de vedere psihologic, aspectul rafturilor goale era greu de îndurat. Deși consumul pe persoană, (cu excepția cărnii), era mai ridicat decât în Statele Unite ale Americii, oamenii erau profund nefericiți. În 1988, consumul de lapte și produse lactate în URSS era de 356 kg pe persoană față de 260 kg în SUA, dar 44% din populația sovietică intervievată declara că nu consumă suficient lapte. În Armenia, unde oamenii consumau 480 de kg de lapte și produse lactate (1989), 62% din populație se declara nesadisfăcută de nivelul de consum. Aceeași situație era întâlnită la multe alte produse alimentare sau nealimentare. 
Apelurile făcute pentru o mai mare libertate de decizie a directorilor în problemele de aprovizionare, marketing și desfacere câștgau atenția tot mai multor comuniști reformiști. De la dizolvarea Uniunii Sovietice, aproape toate republicile fost-unionale au renunțat la sistemul de planificare centralizată din epoca socialistă și la proprietatea de stat. Rezultatele nu au fost cele așteptate în unele cazuri. (Vezi și Istoria Rusiei post-sovietice).

## Agricultură
Pentru mai multe detalii, vedeți Agricultura Uniunii Sovietice..
Agricultura a fost organizată în sistemul fermelor cooperatiste (colhoznic) și al fermelor de stat (sovhoznic). Deși Uniunea Sovietică avea o agricultură puternic mecanizată la scară națională, avea una dintre cele mai mari producții de cereale, (au apărut și ani cu recolte proaste, așa cum au fost cele din 1972 sau 1975), avea nevoie de mari importuri de alimente. Aceste lipsuri în domeniul agricol încetinea rata de creștere economică a țării. În cincinalul 1976 – 1980 s-au alocat resurse suplimentare pentru dezvoltarea agriculturii, iar în anul 1978 s-a obținut o recoltă record. 
Totuși, în ciuda marilor întinderi de teren agricol, mecanizării și chimizării la scară mare și a unei forțe de muncă foarte numeroase, agricultura sovietică producea insuficient față de nevoi, în parte datorită condițiilor climaterice, dar și a productivității foarte scăzute a forței de muncă. 

## Comerț exterior și schimb valutar
Uniunea Sovietică, care era capabilă să-și asigure în cea mai mare parte nevoile interne, avea un volum al comerțului exterior scăzut în comparație cu forța economiei sale. Până în cele din urmă, comerțul exterior cu țările necomuniste a crescut în continuu în încercarea guvernului de a acoperi din importuri lipsurile în sectorul producției de bunuri de larg consum. 
Se exportau în general combustibili, metale și cherestea. Se importau  mașini unelete, bunuri de larg consum și, uneori, cereale. În 1980, comerțul cu statele membre CAER reprezenta aproximativ jumate din comerțul exterior al țării.
Moneda sovietică – rubla – nu a mai fost convertibilă după 1932, când plățile în monedă-aur introduse de Lenin în timpul NEP-ului au fost suspendate. Era imposibil pentru cetătenii țării, dar și pentru întreprinderile sovietice, să cumpere sau să vândă în mod liber valută străină chiar și la "ratele de schimb" publicate cu regularitate în presa sovietică. Cumpărarea sau vânzarea de monedă străină la piața neagră era o infracțiune serioasă. Persoanele care primeau plăți în valută din străinătate, (autori ale căror cărți fuseseră publicate peste graniță, de exemplu), trebuiau să-și cheltuiască banii doar în shopurile "Берёзка" ("Mesteacănul") deținute de stat. În momentul în care s-a autorizat cumpărarea liberă de valută, cursurile oficiale au explodat. 
Sistemul bancar era centralizat și controlat total de o bancă proprietate integrală de stat, 
Gosbank, responsabilă pentru îndeplinirea planurilor economice în domeniul financiar și de investiții. Băncile sovietice ofereau credite pe termen scurt întreprinderilor proprietate de stat. 

## Forme de proprietate
În Uniunea Sovietică existau trei forme de proprietate de bază: producieproprietatea individuală și proprietatea colectivă. Acestea se diferențiau foarte mult în conținut și statut legal. În conformitate cu teoria comunistă, principalele mijloace de producție nu puteau fi subiectul proprietății individuale, cu doar câteva excepții neglijabile. După încheierea scurtei perioade a NEP-ului și odată cu încheierea procesului de colectivizare a agriculturii, toate întreprinderile industriale și toate terenurile agricole erau trecute în proprietatea colectivă. 
Pământul din zonele rurale era împărțit în loturi necesare construcției de case și pentru producția de auto-subzistennță, iar pesoanele care le primeau în folosință aveau anumite drepturi asupra acestor suprafețe agricole, dar asta nu îi transforma în proprietari. În colhozuri și sovhozuri exista practica rotirii loturilor în folosință și repartizarea unora noi din loturile colective. Această practică făcea ca loturile individuale arate, cultivate și ameliorate cu grijă, adaptate la agricultura la scară redusă, să fie schimbate după 5-7 ani cu terenuri exploatate până la secătuire de agricultura intensivă practicată în fermele colective. În agricultura sovietică mai rămăsese doar un mic număr de gospodării individuale, așa numitele хутор hutoare, aflate în zonele rurale izolate din țările baltice, Ucraina și regiunile căzăcești. 

### Proprietatea individuală
Pentru a face deosebirea dintre tipurile de proprietate "capitalistă" și "socialistă", erau luate în considerație două tipuri de proprietate individuală: proprietatea privată (частная собственность) și proprietatea personală (личная собственность). Prima privea mijloacele de producție, în timp ce cea de-a doua se referea la orice altceva care era în proprietatea individuală. Această distincție a fost făcută pentru a elimina o sursă de confuzie atunci când se interpreta fraze precum "socialismul (comunismul) a abolit proprietatea privată". 

### Proprietatea colectivă
Erau mai multe feluri de proprietate colectivă, cele mai importantă fiind: proprietatea de stat, proprietatea colhoznică și proprietatea cooperatistă.
Cele mai răspândite forme de proprietate colectivă era cooperativele imobiliare (жилищные кооперативы) din orașe, cooperativele de consum (потребительская кооперация, потребкооперация),  și  cooperativele sătești de consum (сельские потребительские общества, сельпо).

## Finanțe
Pentru mai multe detalii, vedeți Finațele Uniunii Sovietice.